# Reaktionskvot
Reaktionskvot betecknas Qr och är motsvarigheten till jämviktskonstanten K. K används vid kemisk jämvikt medan Q används när systemet inte är i jämvikt, eller om man inte vet huruvida det är i jämvikt eller ej. Q kan räknas ut med samma formel som K.
aA + bB → cC + dD
Q = (Cc*Dd)/(Aa*Bb)